# 宇宙の法-エローヒム編-
『宇宙の法-エローヒム編-』（うちゅうのほう エローヒムへん、英：The Laws of The Universe- THE AGE OF ELOHIM -）は、幸福の科学出版製作による2021年10月8日公開の日本のアニメーション映画。

## 概要
幸福の科学の第23作目の劇場用作品。劇場用アニメ映画作品としては9作目。2018年公開の映画『宇宙の法—黎明編—』の続編として製作されたが、前シリーズ2作とは主要キャラクターがほぼ全て一新し、主人公ヤイザエルの声を女優・千眼美子が務める。本編では、1億5千万年前、地球神「エローヒム」が地上に降臨した時代を背景に、地球人と共に生きるさまざまな「宇宙人」たちが活躍する姿を通して、この地球が大きな宇宙の愛に包まれており、数多くのスペースヒーローに護られてきた歴史を描いていく。
2021年5月12日、本作アニメ映画製作が公表され、2021年秋の公開時期と概要が発表された。同時にティザービジュアルと本作品特報映像がYouTube等で公開された。
同年7月12日、本作の公開日が決定し、予告編がYouTube等で公開された。
同年10月1日、本作の公開日に行われる初日舞台あいさつ開催が決定した。
同年10月15日、北米アメリカ・カナダでの公開日が決定した。全12都市（10月15日時点）アメリカ：ニューヨーク、シカゴ、ロサンゼルス、オレンジ・カウンティ、サンディエゴ、サンフランシスコ、フロリダ、アトランタ、デンバー、ホノルル。カナダ：トロント、バンクーバー。
同年10月21日、韓国の「ソウル国際マンガ・アニメーション映画祭(10/1〜10/4)」において「劇場プロダクション・キャラクター・アニメーション部門」の「作品賞」を受賞した。
2022年2月11日、ポルトガルで行われる「第42回ポルト国際映画祭」4月1日-10日にて公式選出された。現地時間4月2日に上映開始した。

## 劇場公開
- 日本国内の上映館数は、226館[16][17]の予定だったが地震の影響で1館が休館となり実際は225館[18]。
- 映画公開日の2021年10月8日、東京新宿のシネマート新宿で舞台挨拶が行われた[19]。今掛勇監督をはじめ、登場人物の一人、ヤイザエルの声優を務めた千眼美子、大田薫総合プロデューサー、に本作のイメージソングの一つ「パングルのテーマ」の歌唱の篠原紗英の4人が登壇した[18][20][21][22]。

## 映画動員ランキング
興行通信社調べによる日本全国週末観客映画動員ランキング
- 第1週目、2021年10月9日・10日 第2位[23]。

土日2日間で動員13万5000人、興行収入1億6700万円の実績。
初日8日から3日間の累計では動員17万人、興収2億円を突破した。
- 第2週目、10月16日・17日 第3位[25][26]。
- 第3週目、10月23日・24日 第4位[27][28]。
- 第4週目、10月30日・31日 第5位[29][30]。

興行通信社調べによる日本全国週間映画ランキング
- 第1週目、10月2日 - 10月8日：第7位[31]（『宇宙の法−エローヒム編−』は8日の一日分のみ）
- 第2週目、10月9日 - 10月15日：第3位[32]
- 第3週目、10月16日 - 10月22日：第5位[33]

- 第4週目、10月23日 - 10月29日：第7位[34]

- 第5週目、10月30日 - 11月 5日：第9位[35]

## あらすじ
今から約1億5千万年の昔、地球はすでに高度な文明が各地に存在し、宇宙人と地球人とが共存しながら生活を営んでいる美しい星であった。その繁栄の中心となっていたのが、地上に降臨した地球神エローヒムが統治するエローヒムシティであった。清らかな水路が張り巡らされた街の中心にはエローヒム宮殿が高くそびえ立ち、パングルとセラフィムという二人の女神が守護していた。
ある日、平穏な日々を送っていた地球人類に危機が訪れる。ケンタウルスβ(ベータ)星人の標的に地球が選ばれたのだ。高度な科学技術を持ち、破壊を好む彼らは、裏宇宙の使者・ダハールと手を組み、暗黒エネルギー「ダークマター」を用いた巨大隕石爆弾を地球に仕向けた。
地球の危機に立ち向かうべく、エローヒム神は自ら前線に立ち、地球を愛する戦士たちが後に続く。宇宙の守護神・ヤイドロンの指導を受けている女戦士ヤイザエルが、エローヒム神の命により、地球防衛にあたる。いて座のアモールも、「愛」と「自己犠牲の精神」を地球に伝えるべく、地球に招かれる。更なる裏宇宙の使者・ダハールとケンタウルスβ（ベータ）星人らの攻撃が地球に襲い掛かる。地球を守るためにアンドロメダ義勇軍と宇宙惑星連合軍が集結し、エローヒム神のもとに集った一同とともに、宇宙の闇の勢力との決戦の時がやって来た。

## 登場人物

### 神々
エローヒム神
声 - 不明
1億5千万年前に地上に降臨した地球神。地球神エル・カンターレの本体意識の降臨としては、3億3千万年前のアルファ神以来、2度目。その容姿は大きな翼と「第三の目」を持つ。当時の地球は、多種類の宇宙人の飛来により、多様な価値観の衝突する混乱をきたしていた。その時、 価値観の多様性を認めた上で、愛と正義の教えによって、地球における善悪の基準を打ち立てて、地球人類の方向性を示し地球全体の調和を目指した。
パングル
声 - 大原さやか
地球神エローヒムを護る使命を持つ守護神の一人。アルファ神の時代には、女神ガイアとして生まれた。
普段は美しい女性の姿で白黒を基調とした服をまとうが、戦闘時はパンダのような姿に変身する。
セラフィム
声 - 新井里美
地球神エローヒムを護る使命を持つ守護神の一人。
普段は美しい女性の姿で赤を基調とした服をまとうが、戦闘時は4枚の翼を生やし、炎の剣を両手にとる。

### 地球の防衛軍（エローヒム軍）
ヤイザエル
声 - 千眼美子
ベガの女王が統治する琴座のベガ星より地球防衛のために招かれ、エローヒム軍の総司令官に任命された女戦士。惑星連合の総司令官でもある。宇宙の守護神・ヤイドロンの指導を受けている。
そして地球に着く途中で「ダークマター」を用いて地球に仕向けられた巨大隕石爆弾をいとも簡単に破壊。事情を話して地球にいるエローヒム軍の訓練を担当する。
終盤ではダハールの一撃で一度は命を落とすが、エローヒムの教えによって蝶の姿をした巨大な鎧に身を包まれた姿で甦った。
アモール
声 - 掛川裕彦
いて座からやってきた指導者。白いオーラをまとい、癒しの奇跡を起こす。イエス・キリストの宇宙の魂に当たる。
ミカエル
声 - 高橋広樹
アモールに仕える七大天使の長。「我が剣は正義の剣」という信念の下、光の剣で戦う。
ルシフェル
声 - 笠間淳
アモールに仕える七大天使の一人。ミカエルとは双子の兄弟に当たる。天使でありながら「悪には悪をぶつけるべし」という信念の下、ダークマターから吸収した破壊エネルギーで戦う。
ラジミール
声 - 置鮎龍太郎
エローヒム軍を率いる地球人の男性指揮官。エローヒム神が統治する地球の防衛に命を懸けている。過去の時代に、別の星に住んでいた経験がある。
ブン
声 - 八代拓
惑星宇宙連合の一員で、地球防衛に力を貸すアンドロメダ義勇軍の指揮官。クロヒョウ型宇宙人。

### 侵略者
ダハール
声 - 村瀬歩
裏宇宙と呼ばれる世界からやってきた宇宙の邪神の使いであり、前作にて地球神アルファの計画を阻止しようと企み、「地球の歴史」を変えようと企てていたが、レイの活躍で阻止された。
その後も宇宙の「光」と「闇」を逆転させるべく、ケンタウルスβ(ベータ)星と手を組み、暗黒エネルギー「ダークマター」を用いて巨大隕石爆弾を地球に仕向ける。敵対する地球の防衛軍が抱えている諍いさえも地球侵略に利用しようと企み、戦闘員の帰依レプタリアン達やルシフェルに対して洗脳を仕掛けてきた。
彼は、「宇宙は全てダークマターから作られているもので、本質は暗黒であり、生きとし生ける者達はおできのようなもので、宇宙の理法に反する」とも言いふらし、宇宙の光そのものを否定する。
この手口から分かる通り、彼が行っていることは結局において唯物論・無神論、延いては自己中心性や全体主義に基づいて行動していることが見て取れる。その為、パングルには「闇は闇でしかない。自分の宇宙を失い復讐の鬼となった貴方に地球は渡さない」と言われ、アモールには「恐怖で星を支配するやり方は、愛の神は認めていない」と言われた。
第一形態
前作同様黒いコートを着た白髪の少年の姿で、赤黒い悪想念の糸を吹きかけ敵を惑わせるが、よく見ると黒いコートの下部分にあった赤紫色のカラーグラデーションが省略されている。本作にて、ケンタウルスβ(ベータ)星の宇宙人達を利用して地球を支配しようと企み、星の支配者であるエボル大将軍の征服欲を煽り、ダークマターの運用戦略を指南して巨大隕石爆弾を開発させ、地球に仕向けた。
第1戦目では、地球の防衛軍（エローヒム軍）の前に暗雲から渦を巻いた後現れ、挑発的な言動で軍を惑わせた後赤黒い悪想念の糸を両手から発して敵対する地球の防衛軍が抱えている諍いさえも地球侵略に利用しようと企み、地球の防衛軍（エローヒム軍）の方針に不満を抱いていた戦闘員の帰依レプタリアン達や、第2戦目にて「悪には悪をぶつけるべし」という信念の下、暴力で全てをねじ伏せたルシフェルに対して洗脳を仕掛けてきた。
第二形態
少年の姿から、本性の蜘蛛型レプタリアンへと変身した姿。今作のそれは前作に比べて形状がより蜘蛛に近い姿になっている。こちらは複眼になっていない代わりにクワガタムシのような顎を常時露出している。戦闘の際、勝利を確信した彼は少年の姿からこの姿へと変身し、自らダークマターから生み出した蜘蛛の軍団やミノタウロスを率いて襲い掛かる。この方法でラジミールを負傷させ生死を彷徨わせ、ヤイザエルを戦意喪失に陥れ殺害。その後エローヒムシティをダークマターの空間に引きずり込むと共に地球神エローヒムの計画を阻止しようとピラミッド型の宮殿（修道院）に近づこうとするが、そこでパンダ姿のパングルと4枚の翼と炎の剣を持ったセラフィムと鉢合わせになり戦闘になる。
第三形態
複眼の昆虫型のドラゴンの上半身と蠍の尾をもつ蜘蛛の下半身を持った巨大な姿をした完全体。地球侵略が達成間近になったのを知り、勝利したと思った際に変貌するが、地球神エローヒムの「第三の目」に秘められた神秘の力によって時間が巻き戻された他、これによって一度は核ミサイルを地球のエローヒムシティ目掛けて自分の部下諸共消滅させようと発射したエボル大将軍も、自分の行いに間違いがあったことを知って、怖気づいたのを見て怒りを覚え、復活したヤイザエルと遂に対決する事になった。だがその後地球神エローヒムの絶大な地球愛の力と聖なる光の洗礼を受けて、宇宙の彼方へ引き上げるも、それをヤイザエルが追いかけたところで出番が終わった。
エボル
声 - 鶴岡聡
科学技術が高度に発達したケンタウルスβ(ベータ)星の大将軍。ダハールと手を組んで地球侵略に乗り出すサル型宇宙人。終盤にて、核ミサイルを地球のエローヒムシティ目掛けて自分の部下諸共消滅させようと発射するが、エローヒムの怒りに触れてしまい、自分の行いに間違いがあったことを知って、自分達の星へ帰ることになった。その際、ダハールのことを「時代の傍観者」と言い放った。

### その他
ベガの女王
声 - 伊藤美紀
惑星宇宙連合の一員で、ベガ星を統治している女王。エローヒムの要請を受け、ヤイザエルを地球に派遣する。その時、ヤイザエルにベガの宝刀・秘宝の鏡・ベガ星の鉱石の三種の神器を渡す。
スタンリーマン
声 - 銀河万丈
地球の科学者。ヤイザエルが地球にもたらした特殊な威力を発するベガ星の鉱石を研究し、地球用の兵器開発を行う。
ヤギ型宇宙人
声 - 白熊寛嗣
惑星宇宙連合の一員で、「地球会議」の議長役を務める。
『映画「宇宙の法-エローヒム編-」公式ガイドブック』より

## 用語解説
エローヒムシティ
地球にある現在の中東付近に位置する都市。当時は砂漠ではなく、周囲を緑に囲まれた自然豊かな街並み。温帯で豊かな四季があり、運河が発達し水の都として栄えていた。
ケンタウルスβ(ベータ)星
レプタリアンなど獰猛な宇宙人が住む星。ダハールと手を組んで地球侵略に乗り出すゴリラ型宇宙人などがいる。
ダークマター（暗黒物質、暗黒エネルギー）
宇宙空間に存在する反物質で、暗黒エネルギーとして地球の物質を破壊するもの。
地獄
低級霊界にある自己中心的な者達の霊的磁場によって生まれた世界。
蜘蛛軍団
ダハールのダークマターによって生み出された兵器。
ミノタウロス
ダハールのダークマターによって生み出された怪物。ヘルメス－愛は風の如くにも登場したが、それとは異なる姿をしている。

## スタッフ
- 制作総指揮・原案：大川隆法
- 監督：今掛勇
- 脚本：大川咲也加
- 音楽：水澤有一 (Miz Music Inc.)
- 総合プロデューサー：大田薫、佐藤直史 (IRH Press Co., Ltd.)
- プロデューサー：竹内久顕、鵜丹谷明、三觜智大、打樋洋一(HS Productions,LLC)
- キャラクターデザイン・総作画監督：今掛勇
- Visual Effects Creative Director：YUMIKO AWAYA（VISUAL MAGIC,LLC）
- 色彩設定：野地弘納
- 美術監督：渋谷幸弘
- 撮影監督：柳田貴志
- 編集：大畑英亮
- アニメーションプロデューサー：守屋昌治
- 製作：幸福の科学出版株式会社
- 製作協力：ARI Production、ニュースター・プロダクション
- 制作スタジオ：HS PICTURES STUDIO
- 配給：日活
- 配給協力：東京テアトル

## 主題歌・挿入歌など
- 主題歌『エローヒムのテーマ』

作詞・作曲：大川隆法
編曲：大川咲也加、水澤有一 (Miz Music Inc.)
歌唱：竹内久顕
レーベル：ARI MUSIC、発売元：ARI Production
受賞：7ヵ国 9冠
ミュンヘン・ミュージックビデオ・アワード オリジナルソング部門 名誉賞
ラティテュード映画賞 オリジナル楽曲部門 シルバー賞
パリ映画祭 最優秀オリジナルソング賞
オニロス映画賞 最優秀楽曲賞
フローレンス映画賞 オリジナルソング部門 名誉賞
シアトル映画祭 長編部門 最優秀オリジナルソング賞
カンヌ世界映画祭 最優秀オリジナルソング賞
ベスト・イスタンブール映画祭 最優秀オリジナル楽曲賞
ラウド・ソウル音楽祭 作詞部門 名誉賞
- イメージソング『パングルのテーマ』

作詞・作曲：大川隆法
編曲：大川咲也加、古賀晃人
歌唱：篠原紗英
レーベル：ARI MUSIC、発売元：ARI Production
受賞：3ヵ国 5冠
パリ・プレイ国際映画祭 最優秀楽曲賞
ニューヨーク映画賞 最優秀オリジナルソング賞
ハリウッド・ゴールド賞 オリジナルソング部門 金賞
オニロス映画賞 最優秀楽曲賞
バルセロナ国際映画祭 最優秀楽曲賞
- イメージソング『始まりのイエス』

作詞・作曲：大川隆法
編曲：大川咲也加、原田汰知
歌唱：田中宏明
レーベル：ARI MUSIC、発売元：ARI Production
受賞：4ヵ国 4冠
フローレンス映画賞 最優秀オリジナルソング賞
ニューヨーク国際映画賞 ソング部門(ベストソング部門) 名誉賞
ピュア・マジック国際映画祭 最優秀オリジナルソング賞
バルセロナ国際映画祭 長編部門最優秀楽曲賞
- キャンペーンソング『ヤイザエルのテーマ』

作詞・作曲：大川隆法
編曲：大川咲也加、古賀晃人
歌唱：千眼美子
レーベル：ARI MUSIC、発売元：ARI Production
- 挿入歌『堕天使のテーマ』

作詞・作曲：大川隆法
編曲：大川咲也加、田畑直之
歌唱：TOKMA
発売：幸福の科学出版
- 挿入歌『君という奇跡』

作詞・作曲：大川隆法
編曲：大川咲也加、原田汰知
歌唱：竹内久顕
レーベル：ARI MUSIC、発売元：ARI Production

## 音楽ソフト
- CD『エローヒムのテーマ／パングルのテーマ』

映画「宇宙の法―エローヒム編―」主題歌/イメージソング(1)
レーベル：ARI MUSIC、発刊元 アリ・プロダクション
収録曲：
1.「エローヒムのテーマ」
2.「パングルのテーマ」
3.「エローヒムのテーマ」(Instrumental)
4.「パングルのテーマ」(Instrumental)
型番：C 9002
発売日：2021年6月30日、7月7日
EAN 4582316052080、JAN 4582316052080、ASIN B096KCY4S7
- CD『始まりのイエス／ヤイザエルのテーマ』

映画「宇宙の法―エローヒム編―」イメージソング(2)/キャンペーンソング
レーベル：ARI MUSIC、発刊元 アリ・プロダクション
収録曲：
1. 始まりのイエス
2. ヤイザエルのテーマ
3. 始まりのイエス(Instrumental)
4. ヤイザエルのテーマ(Instrumental)
型番：C 9003
発売日：2021年7月30日、8月5日
EAN 4582316052189、JAN 4582316052189、ASIN B098CVYNZG
- CD『君という奇跡』

映画「宇宙の法―エローヒム編―」挿入歌
レーベル：ARI MUSIC、発刊元 アリ・プロダクション
収録曲：Track1「君という奇跡」、Track2「君という奇跡」Instrumental
型番：C 512
発売日：2020年10月30日
EAN 4582316051694、JAN 4582316051694、ASIN B08KR6RL66
- CD 2枚組『映画「宇宙の法―エローヒム編―」オリジナル・サウンドトラック』

レーベル：発刊元 幸福の科学出版
収録曲：〔Disc1〕
1. 映画『宇宙の法』テーマ曲
2. 「エローヒムのテーマ」　―主題歌　(歌:竹内久顕)
3. 「パングルのテーマ」―イメージソング(1)　(歌:篠原紗英)
4. 「始まりのイエス」―イメージソング(2)　(歌:田中宏明)
5. 「ヤイザエルのテーマ」―キャンペーンソング　(歌:千眼美子)
6. 「堕天使のテーマ」―挿入歌　(歌:TOKMA)
7. 「君という奇跡」―挿入歌　(歌:竹内久顕)
〔Disc2〕
映画本編で流れるBGM(27曲)を収録
型番： C 2027
発売日：2021年9月30日、10月17日
EAN 4582316052486、JAN 4582316052486、ASIN B09GJM8LWB

## 映像ソフト
- DVD『映画「宇宙の法―エローヒム編―」』

収録内容：
1. 映画本編 119分、
2. 劇場予告編 90秒バージョン・30秒バージョン、テレビCM 15秒
3. 地球史 地球神に迫る特別映像 9分36秒
4. メイキング映像 8分30秒
5. 初日舞台挨拶ダイジェスト 5分41秒
6. スペシャル映像 エローヒム編 1分22秒、パングル編 1分3秒、アモール編 1分28秒
音声：日本語、英語、日本語 音声ガイド付き の3種
字幕：NON、日本語、英語、英語吹替時用日本語
販売元：幸福の科学出版
型番： K 2008
発売日：2022年6月29日
EAN 4582316052776、JAN 4582316052776、ASIN B0B2MHS5ZV
書店販売用 ISBN 978-4-8233-0360-9
- Blu-ray『映画「宇宙の法―エローヒム編―」』

収録内容：DVD版と同様
音声：日本語、英語、日本語 音声ガイド付き の3種
字幕：NON、日本語、英語、英語吹替時用日本語
販売元：幸福の科学出版
型番： K 2009
発売日：2022年6月29日
EAN 4582316052783、JAN 4582316052783、ASIN B0B2MLWLLW
書店販売用 ISBN 978-4-8233-0361-6
- 映像配信、各種動画配信サイトにて配信あり。

ASIN B09Q1RCDGH - Amazon Prime